# Cupa României 1934-1935
La Cupa României 1934-1935 è stata la seconda edizione della coppa nazionale, disputata tra il 3 marzo e il 6 maggio 1935 e conclusa con la vittoria del CFR București che ha battuto in finale i campioni uscenti del Ripensia Timișoara, già vincitori del campionato

## Qualificazioni
Le squadre non di Divizia A fecero le qualificazioni.

## Sedicesimi di finale
Gli incontri si sono disputati tra il 3 marzo e il 4 aprile 1935. Il match tra il Ripensia Timișoara e l'ACFR Brașov e quello tra l'Unirea Tricolor e il Mureșul Tg.Mureș sono stati rigiocati in quanto terminati in parità dopo i tempi supplementari.
| Squadra 1                      | Risultato | Squadra 2             |
| ------------------------------ | --------- | --------------------- |
| AMEF Arad                      | 2 - 4     | ILSA Timișoara        |
| Societatea de Gimnastica Sibiu | 4- 0      | Macabi Cernăuți       |
| Gloria CFR Arad                | 0 - 2     | Prahova Ploiești      |
| Tricolor Baia-Mare             | 2 - 1     | RGM Timișoara         |
| Dacia Unirea Brăila            | 2 - 3     | Phoenix Baia Mare     |
| Macabi București               | 0 - 1     | România Cluj          |
| Venus București                | 3 - 1     | Olympia CFR Satu Mare |
| Jahn Cernăuți                  | 0 - 4     | CAO Oradea            |
| Universitatea Cluj             | 8 - 0     | Elpis Constanța       |
| Vulturii textila Lugoj         | 0 - 1     | ASCAM București       |
| Vitrometan Mediaș              | 0 - 6     | Chinezul Timișoara    |
| Societatea Sportiva Sibiu      | 0 - 3     | Juventus București    |
| CFR Simeria                    | 2 - 4     | CFR București         |
| CA Timișoara                   | 2 - 0     | Crișana Oradea        |
| Ripensia Timișoara             | 4 - 1     | ACFR Brașov           |
| Unirea Tricolor                | 6 - 1     | Mureșul Târgu Mureș   |

## Ottavi di finale
Gli incontri si sono disputati tra il 6 aprile e il 18 aprile 1935. Il matche tra l'ILSA Timișoara e l'Unirea Tricolor București è stato rigiocato in quanto terminato in parità dopo i tempi supplementari
| Squadra 1                      | Risultato | Squadra 2                 |
| ------------------------------ | --------- | ------------------------- |
| Juventus București             | 2 - 0     | România Cluj              |
| Phoenix Baia Mare              | 1 - 0     | CA Timișoara              |
| ASCAM București                | 4 - 1 dts | Tricolor Baia-Mare        |
| CAO Oradea                     | 4 - 1     | Chinezul Timișoara        |
| Prahova Ploiești               | 2 - 6     | Venus București           |
| Societatea de Gimnastica Sibiu | 1 - 4     | CFR București             |
| Ripensia Timișoara             | 2 - 1     | Universitatea Cluj        |
| ILSA Timișoara                 | 1 - 0     | Unirea Tricolor București |

## Quarti di finale
Gli incontri si sono disputati il 23 aprile 1935
| Squadra 1       | Risultato | Squadra 2          |
| --------------- | --------- | ------------------ |
| Venus București | 3 - 0     | Juventus București |
| CFR București   | 4 - 2     | Phoenix Baia-Mare  |
| CAO Oradea      | 1 - 2 dts | Ripensia Timișoara |
| ILSA Timișoara  | 4 - 1     | ASCAM București    |

## Semifinali
Gli incontri si sono disputati il 30 maggio 1935.
| Squadra 1          | Risultato | Squadra 2       |
| ------------------ | --------- | --------------- |
| CFR București      | 3 - 2     | ILSA Timișoara  |
| Ripensia Timișoara | 4 - 2     | Venus București |

## Finale
La finale venne disputata il 6 giugno 1935 a Bucarest e vide i ferrovieri locali battere i campioni uscenti del Ripensia dopo i tempi supplementari. Alla fine dei novanta minuti di gioco il punteggio era 5-5
| Arbitro: | Denis Xifando (Bucarest) |

|                                                                                  |           |                                                                                       |
| Attila 34’ Ladislau Ströck 37’ Gheorghe Georgescu 55’, 61’, 70’ Ștefan Barbu 97’ | Marcatori | Alexandru Schwartz 41’, 47’ Ștefan Dobay 66’ William Zombory 41’ Ujlaki (autogol) 88’ |